# Erwin Kostedde
Erwin Kostedde (Münster, 21 mei 1946) is een Duits voormalig voetballer die speelde als aanvaller. Hij speelde zowel in de Duitse Bundesliga, de Belgische Eerste klasse als de Franse Ligue 1 en werd in de laatste twee competities topschutter in respectievelijk 1971 en 1980.

## Loopbaan
Kostedde is de zoon van een zwarte Amerikaanse G.I.-soldaat en een Duitse moeder. Hij debuteerde in 1965 in de Regionalliga bij Preußen Münster. In 1967 trok MSV Duisburg hem aan en debuteerde er in de Bundesliga.
Het jaar nadien, in 1968, verhuisde Kostedde naar België en ging er voor Standard Luik spelen. Hij speelde er drie seizoenen en scoorde 51 doelpunten in 67 wedstrijden. In 1971 werd hij topschutter in de Eerste klasse met 26 doelpunten.
Kostedde ging terug naar Duitsland en ging bij Kickers Offenbach spelen. De club was net gedegradeerd naar de 2. Bundesliga maar kon met Kostedde onmiddellijk terug promoveren naar de Bundesliga. Hij speelde er vier seizoenen en scoorde er 80 doelpunten in 129 wedstrijden. In 1974 werd het doelpunt van Kostedde in de wedstrijd tegen Borussia Mönchengladbach door de Duitse televisiezender ARD verkozen tot Tor des Jahres (doelpunt van het jaar).
Het was eveneens in 1974 dat Kostedde zijn debuut maakte in het Duits voetbalelftal. Hij was daarmee de eerste niet-blanke speler in het nationale voetbalelftal. Het feit dat Gerd Müller van Bayern München, die een vaste waarde was en op dezelfde positie speelde, zorgde ervoor dat Kostedde slechts drie wedstrijden kon spelen voor het Duitse elftal. In deze wedstrijden kwam hij niet tot scoren.
In 1975 verliet Kostedde Offenbach en ging voor Hertha BSC spelen. Hij speelde er 26 wedstrijden en scoorde 14 maal. Kostedde kon met de ploeg in de UEFA Cup 1975/76 spelen en behaalde hierin de tweede ronde waarin ze verloren van Ajax.
Het jaar nadien ging Kostedde naar het pas gepromoveerde Borussia Dortmund en speelde er twee seizoenen. Hij scoorde 18 doelpunten voor de ploeg. Het leek erop dat zijn carrière op het hoogste niveau afgelopen was en in 1978 ging hij aan de slag bij SG Union Solingen dat in de 2. Bundesliga actief was. Hij bleef er echter niet lang en ging terug bij het Belgische Standard Luik spelen waar hij het seizoen beëindigde.
In 1979 kon Kostedde aan de slag in de Franse Ligue 1 bij Stade Lavallois. Hij werd er op 34-jarige leeftijd nog topschutter in de Ligue 1 met 21 doelpunten.
Kostedde keerde terug naar Duitsland en ging in 1980 bij Werder Bremen, dat op dat moment in de 2. Bundesliga speelde, aan de slag. Kostedde speelde met Werder kampioen en promoveerde naar de Bundesliga. Het seizoen behaalde Kostedde met Bremen de 5de plaats in de Bundesliga. Hij scoorde er 38 doelpunten in 75 wedstrijden. In 1982 ging Kostedde nog een seizoen in de 2. Bundesliga bij VfL Osnabrück spelen en zette na het seizoen een punt achter zijn carrière.